# 阿蓮區

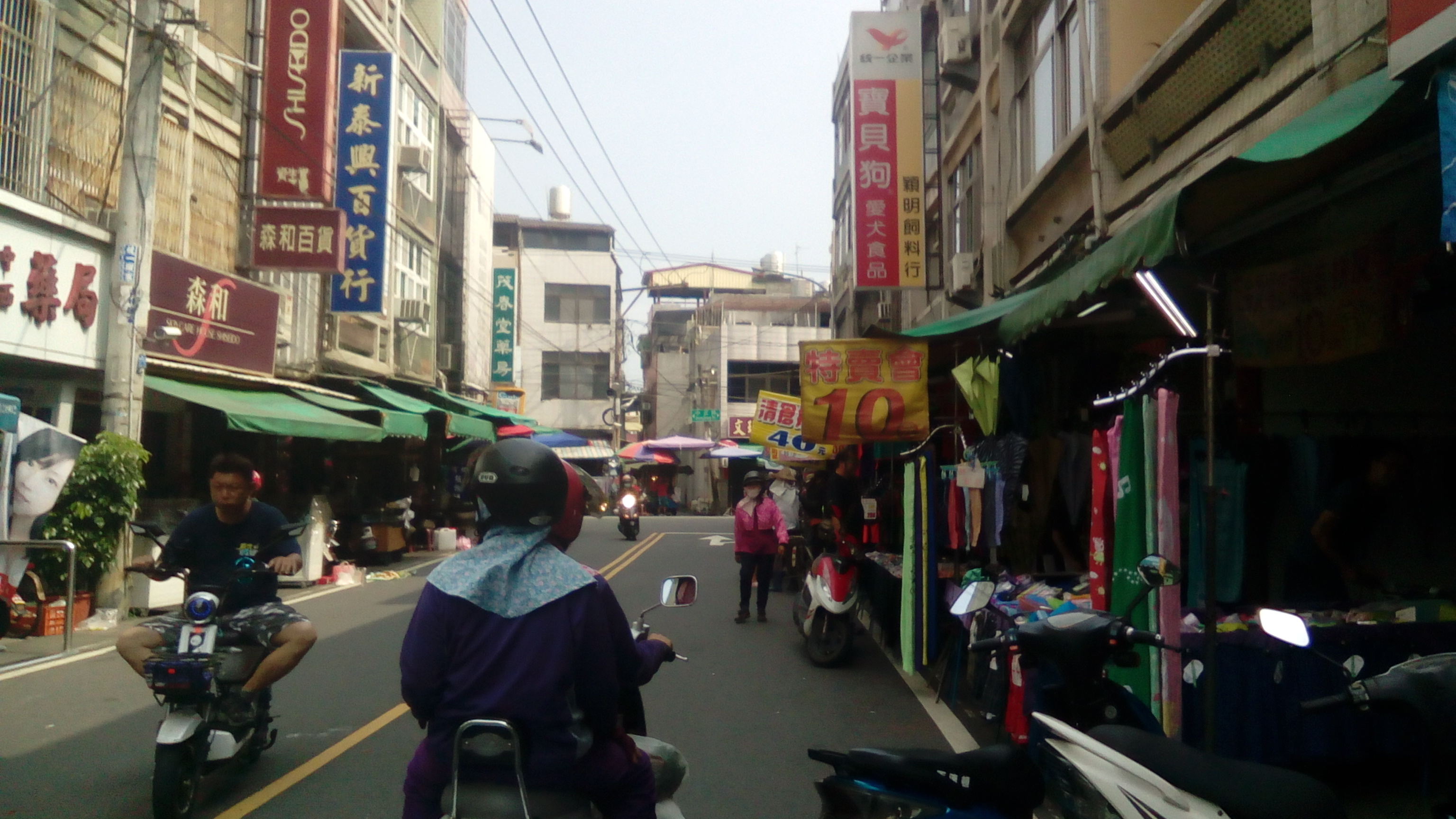
阿蓮區早市一景

阿蓮區（西拉雅語：Alien），舊稱「阿嗹」，前身「阿蓮鄉」，位於臺灣高雄市北部。東鄰田寮區，西鄰路竹區，南接岡山區，北隔二仁溪與臺南市歸仁區、關廟區為界。當地除東面的大崗山外，地勢大致平坦，氣候屬熱帶季風氣候，土壤肥沃適宜農耕。

## 歷史
阿蓮區舊名「阿嗹」，其地名由來有數項說法。第一種說法係傳說早期一名原住民途經當地時，發現有人耕墾而上前招呼「阿嗹」（當地族語稱呼「老兄」之譯音），因而得名。第二種說法係當地在未開拓前到處都是芒果樹，名為「阿烏」的鳥成群築巢樹間而使鳥聲不絕，後因移民逐漸墾為耕地，以致阿烏難棲紛飛而去，而有「阿烏嗹去」的方言，故名。第三種說法依據臺灣省新聞處出版的《臺灣地名沿革》，一般地名旁附加「口」字者，大多譯自原住民族地名，故「阿嗹」可能為族語譯音，再從冠以「阿」字者多人名而看，可能是取開墾者的名字為地名。第四種說法則是西拉雅語「Alien」的音譯漢字，意即「阿立祖神所在地」:23。後於1946年，由時任的鄉公所成員提議，認為當地為佛教聖地，且佛家認為蓮是彌陀所居住的淨土，故改名「阿蓮」:23－24。
1895年3月23日，李鴻章與日本簽訂〈馬關條約〉，割讓臺灣給日本；6月17日，日本總督府正式施政，將臺灣三府改為三縣，阿蓮隸屬臺南縣鳳山支廳阿公店辦務署:10。1897年5月27日，鳳山復設縣:10－11。1898年6月18日，鳳山縣改為鳳山辦務署，阿蓮改隸臺南縣鳳山辦務署阿公店支廳。1901年11月11日，廢縣及辦務署，改置廳，屬鳳山廳阿公店支廳。1909年10月，阿公店支廳改屬臺南廳:11。1919年5月，實施街庄社長及區域改正，阿蓮分別隸屬崙仔頂庄、石案潭庄、中路庄、岡山營庄、阿嗹庄。1920年，實施地方政制改革，阿嗹隸屬高雄州岡山郡，下轄阿嗹、中路、石案潭、九鬮、岡山營、崙仔頂、土庫等7個大字。1941年，阿嗹庄增設青旂甲、港仔後等2個大字:12。
1945年10月25日，中華民國接收臺灣。1946年1月8日，隸屬高雄縣岡山區阿蓮鄉:12。1978年3月1日，崙頂村因戶數過少而被裁撤併入港後村。1982年4月25日，阿蓮村分割為阿蓮、南蓮兩村:14。2010年12月25日，配合高雄縣與高雄市合併為直轄市高雄市，阿蓮鄉改為「阿蓮區」。

## 人口
根據高雄市政府民政局統計，2024年底阿蓮區戶數約9.7千戶，人口約2.7萬人，區內人口最多與最少的里分別是阿蓮里與崗山里，2024年底兩里人口分別為5,562人與829人。

## 政治

### 歷任首長

#### 鄉長時期
| 任次   | 姓名   | 任期時間 | 備註 |
| ------ | ------ | -------- | ---- |
| 第1任  | 陳豹   |          |      |
| 第2任  | 陳豹   |          |      |
| 第3任  | 李丁吉 |          |      |
| 第4任  | 李丁吉 |          |      |
| 第5任  | 林明福 |          |      |
| 第6任  | 包允長 |          |      |
| 第7任  | 包允長 |          |      |
| 第8任  | 江英次 |          |      |
| 第9任  | 江英次 |          |      |
| 第10任 | 梁文裕 |          |      |
| 第11任 | 林懋榮 |          |      |
| 第12任 | 陳明看 |          |      |
| 第13任 | 陳明看 |          |      |
| 第14任 | 陳東海 |          |      |
| 第15任 | 陳東海 |          |      |

#### 區長時期
| 任次  | 姓名   | 任期時間 | 備註 |
| ----- | ------ | -------- | ---- |
| 第1任 | 洪語紳 |          |      |
| 第2任 | 陳盈秀 |          |      |
| 第3任 | 鄭美華 |          |      |
| 第4任 | 陳恭府 |          |      |
| 第5任 | 李坤守 |          |      |
| 第6任 | 李惠寧 |          |      |
| 第7任 | 賴立齡 |          |      |

### 區政組織
阿蓮區公所是高雄市政府在阿蓮區的派出機關，在中華民國政府架構中為市政府綜理區政的執行機關，上級業務監督機關為高雄市政府。区长由市長任命，其任期為無任期保障。在區長及主任秘書之下，設有3課4室等7個內部單位。
- 民政課
- 經建課
- 社會課
- 秘書室
- 會計室
- 人事室
- 政風室

### 行政區劃
| 阿蓮區行政區劃                                                                                      |
| 中 路 里 石 安 里 青旗里 港 後 里 玉 庫 里 和 蓮 里 清蓮里 阿蓮里 南 蓮 里 峯 山 里 崗 山 里 復安里 |

## 教育

### 國民中學
- 高雄市立阿蓮國民中學[7]

### 國民小學
- 高雄市阿蓮區阿蓮國民小學[8]
- 高雄市阿蓮區中路國民小學[9]【中路】
- 高雄市阿蓮區復安國民小學[10]【九鬮】
- 高雄市阿蓮區阿蓮國民小學峰山分校

## 交通

### 公路
- 台19甲線：民族路 - 民權路 - 忠孝路 - 中山路。北至臺南市關廟區，南至岡山區。
- 台28線：中正路 - 忠孝路 - 仁愛路 - 中正路 - 峰山路。西往路竹區、湖內區，東至田寮區，可接路竹交流道以及田寮交流道。
- 台39線：高鐵橋下台南段道路，可前往高鐵台南站、歸仁區、新化區。

### 客運
- 高雄市公車 [11]

| 編號      | 路線                                   | 營運單位   | 備註                                                                    |
| --------- | -------------------------------------- | ---------- | ----------------------------------------------------------------------- |
| 紅70A     | 捷運岡山高醫站－岡山－阿蓮－田寮區公所 | 港都客運   |                                                                         |
| 紅70B     | 捷運岡山高醫站－岡山－阿蓮－隆后宮       | 港都客運   |                                                                         |
| 紅73A     | 捷運岡山高醫站－路竹－阿蓮區公所       | 港都客運   |                                                                         |
| 紅73C     | 牧人館－阿蓮區公所                     | 港都客運   | - 例假日及寒暑假停駛。                                                  |
| 8012      | 臺鐵岡山車站（捷運岡山車站）－旗山北站 | 高雄客運   |                                                                         |
| 8042      | 實踐大學－旗山轉運站－高鐵台南站       | 高雄客運   | - 例假日延駛至奇美博物館、台南航空站。 - 該路線橫跨高雄市、臺南市兩地。 |
| 8049      | 崗安路－捷運岡山高醫站－高雄客運鳳山站 | 高雄客運   | - 例假日停駛。                                                          |
| 8049 區間 | 崗安路－捷運岡山高醫站                 | 高雄客運   | - 例假日停駛。                                                          |
| T601      | 阿蓮區分駐所－田草寮崑山宮             | 皇冠大車隊 | - 公車式小黃，每週三行駛。                                              |
| T603B     | 阿蓮分駐所－清安宮                     | 皇冠大車隊 | - 公車式小黃，每週二、四、五行駛。                                      |
| T603C     | 阿蓮分駐所－秀峰寺                     | 皇冠大車隊 | - 公車式小黃，每週二、四、五行駛。                                      |
| T605      | 義大醫院－天朝后宮                     | 皇冠大車隊 | - 公車式小黃，每週一、四行駛。                                          |

- 大台南公車 [12]

| 編號 | 路線                         | 營運單位          | 備註                                                       |
| ---- | ---------------------------- | ----------------- | ---------------------------------------------------------- |
| 紅13 | 關廟轉運站－深坑－布袋－阿蓮 | 興南客運 皇冠交通 | - 該路線橫跨高雄市、臺南市兩地。 - 2班次使用小黃公車營運。 |

## 旅遊

### 觀光景點
- 大崗山風景區
  - 大崗山生態園區
  - 大崗山超峰寺
  - 龍湖庵
  - 賞夜景
- 大崗山如意公園
- 大崗山自然公園
- 大陳故事館(再興新村)
- 崙港社區農村樂活

### 古厝
- 中路吳燦亭古厝

## 宗教信仰

### 道教和臺灣民間信仰
阿蓮、後寮仔
- 阿蓮清和宮：創建於1665年，主祀辛天君、徐府元帥、中壇元帥
- 阿蓮薦善堂：創建於1934年，主祀關聖帝君
- 後寮仔上南天福德祠：創建於1848年，主祀福德正神
- 胤科祠堂(姓陳仔廟)：主祀觀世音菩薩
- 宗聖堂(姓朱仔廟)：主祀廣澤尊王

中路、石案潭、青旗甲
- 中路萬福宮：創建於1759年，主祀玄天上帝
- 青旗甲興濟宮：創建於1915年，主祀玄天上帝
- 石安三奶宮：創建於1817年，主祀三奶夫人
- 石安保生宮：主祀保生大帝

崙仔頂、港仔後、玉庫、土庫、九鬮、中甲、營盤
- 港後北極殿：創建於1738年，主祀玄天上帝
- 玉庫崑崙宮：創建於1824年，主祀三山國王
- 土庫北極殿：創建於1667年，主祀玄天上帝
- 九鬮南安宮(復安南安宮)
- 中甲北極殿
- 營盤代天府

峰山里、埤仔尾、再興新村、大崗山
- 埤仔尾崗后宮
- 再興廟
- 峰山里紫微殿

### 佛教
- 港後光德寺[13]：創建於1907年
- 大崗山超峰寺：創建於1731年
- 龍湖庵：創建於1908年
- 蓮峰寺：創建於1909年
- 新超峰寺：創建於1943年
- 福全佛堂：創建於1910年

### 基督宗教
| 宗派                             | 教會（禮拜堂 / 聖堂）            |
| -------------------------------- | -------------------------------- |
| 歸正宗長老會（臺灣基督長老教會） | 阿蓮教會、中路教會、嶺拔林教會   |
| 召會                             | 高雄市召會忠孝路會所             |
| 其他                             | 玉庫台福基督教會、馬可樓基督教會 |

## 特產
- 烏香芒果
- 龍眼
- 西瓜
- 番茄
- 番石榴
- 棗子
- 蜂蜜
- 紅心芭樂

## 影視
- 期末考 (2021年電影)

## 出身名人
- 藝人黃西田(本名黃日平)
- 大立光創辦人林耀英
- 前臺灣證券交易所董事長許璋瑤
- 前高雄縣副縣長林懋榮

## 趣事
臺灣過去使用威妥瑪拼音，「阿蓮」拼音為Alien，恰好是英文「外國人」或「外星人」之意，也是電影《異形》的原文。且阿蓮區於中山高速公路上有地名指示牌，能見度極高。1997年臺灣政府改採國語注音符號第二式後，阿蓮拼音改為Alian，才讓此一有趣現象消失。

## 外部連結
- 高雄市阿蓮區公所 （页面存档备份，存于）
- 高雄市路竹戶政事務所阿蓮辦公處 （页面存档备份，存于）
- 高雄市阿蓮區衛生所 （页面存档备份，存于）